# Miquel Buch i Moya
Miquel Buch i Moya (Premià de Mar, 3 d'agost de 1975) és un polític català, conseller d'Interior del Govern de la Generalitat de Catalunya, entre 2018 i 2020.

## Trajectòria
La seva biografia oficial a la web d'Interior afirma que Buch té formació professional en gestió administrativa i comercial, un postgrau en lideratge i governança local per la UAB (2009-2010), i s'ha dedicat professionalment al sector de les assegurances. Gabriel Rufián va afirmar en una entrevista que Buch fou porter de la discoteca badalonina Titus, i que aquest li havia negat l'entrada al local algun cop. El 1996 va començar a militar a la Joventut Nacionalista de Catalunya i a Convergència Democràtica. L'any 2000 va començar a ser regidor a l'Ajuntament de Premià, llavors a l'oposició. El 2003 va esdevenir quart tinent d'alcalde, responsable de l'Àrea de Serveis a la Persona i les regidories d'Esports i de Gent Gran de Premià de Mar, en època de Jaume Batlle i Garriga. A causa de la mort de Batlle, el febrer de 2007 va esdevenir alcalde de Premià.
El 2011 fou nomenat president de l'Associació Catalana de Municipis (ACM) i del Consell de Governs Locals de Catalunya.
El 2017 va anar a les llistes de Junts per Catalunya (posició número 22 per Barcelona) a les eleccions al Parlament de Catalunya de 2017. Fou elegit diputat al Parlament de Catalunya per la dotzena legislatura. El mateix any va renunciar a l'alcaldia i la presidència de l'ACMC. El va rellevar en la presidència de l'ACMC David Saldoni.
Va ser el conseller d'Interior del Govern de Catalunya des del 19 de maig del 2018, quan va ser nomenat pel president Joaquim Torra. Sota el seu mandat, es va assolir l'acord laboral als Bombers, pendent des del 2008 i que preveu 1.000 places més, i es va acordar la prejubilació dels Mossos d'Esquadra als 59 anys i la creació de 1.500 places. També es van integrar els Mossos al Centre d'Intel·ligència contra el Terrorisme i el Crim Organitzat.
El Tribunal Superior de Justícia de Catalunya (TSJC) el va citar com a investigat per un presumpte delicte de desobediència per haver promogut el referèndum de l'1 d'octubre de 2017 entre els alcaldes. El gener de 2019 es va arxivar la causa. El gener de 2020 el TSJC va ordenar investigar-lo pels delictes de prevaricació administrativa i malversació de cabals públics per l'actuació d'un mosso d'esquadra que presumptament actuava com a escorta de Carles Puigdemont a l'exili.
Arran de les queixes per l'actuació policial durant les protestes contra la sentència del judici al procés independentista català, diferents grups van demanar-ne la dimissió o cessació, però aquest va descartar fer-ho tot defensant els diferents dispositius que fins ara hi havia hagut. El 3 de setembre de 2020 va ser cessat pel president Quim Torra com a conseller d'Interior i el va succeir Miquel Sàmper.

## Biografia
A 19 anys se li diagnosticà una esclerosi múltiple.
Està casat i té tres fills.